# غرينشينبيرغ
غرينشينبيرغ (بالإنجليزية: Grenchenberg)‏ هو أحد جبال سلسلة جورا وجزء من القمة الأم هاسينمات يقع في كانتون برن وكانتون سولوتورن, سويسرا. يبلغ ارتفاع الجبل حوالي 1405 متر، بينما يبلغ ارتفاع نتوء الجبل 96 متر.